# Anto Babić
Anto Babić (ur. 3 stycznia 1899 w Grahoviku, zm. 12 stycznia 1974 w Sarajewie) – bośniacki historyk i polityk.

## Życiorys
W 1923 roku ukończył studia geograficzne i historyczne na Wydziale Filozoficznym Uniwersytetu w Zagrzebiu.
Od 1943 roku był członkiem prezydium ZAVNOBiH, kierując jego wydziałem oświaty. W latach 1945–1946 sprawował funkcję ministra edukacji Socjalistycznej Republiki Bośni i Hercegowiny. W 1946 roku był także wiceprzewodniczącym prezydium bośniacko-hercegowińskiego Zgromadzenia Ludowego. Był też przedstawicielem republiki w zgromadzeniu federalnym.
W latach 1946–1948 wykładał w Wyższej Szkole Pedagogicznej (bośn. Viša pedagoška škola) w Sarajewie. W 1950 roku otrzymał tytuł naukowy profesora i został pierwszym dziekanem Wydziału Filozoficznego w Uniwersytetu w Sarajewie. Założył miejscową katedrę historii, będąc jej wykładowcą do 1970 roku i specjalizując się w historii średniowiecza. Od 1947 do 1954 był prezesem Towarzystwa Historycznego Bośni i Hercegowiny (bośn. Istorisko društvo Bosne i Hercegovine). Zainicjował powstanie czasopisma naukowego Godišnjak Istoriskog društva BiH. Od 1966 roku był członkiem organizacji Akademija nauka i umjetnosti Bosne i Hercegovine.

## Wybrane publikacje
(opracowano na podstawie materiału źródłowego)
- Bosanski heretici (1963)
- Iz istorije srednjevjekovne Bosne (1972)